# Berluscones
Il termine berluscones definiva nel gergo giornalistico italiano quegli esponenti politici che condividevano ampiamente l'azione e la visione politica di Silvio Berlusconi. Era usato in genere con una connotazione scherzosa, talvolta negativa, in quanto sottintendeva un'adesione acritica alle tesi del leader e una fedeltà alla persona e alle sue iniziative maggiore rispetto agli ideali.
Coniato dal giornalista Curzio Maltese, il termine è derivato da peones, ampiamente utilizzato nel gergo di giornalismo politico per definire i parlamentari di scarsa visibilità, considerati utili solo per l'espressione del voto dietro indicazione delle segreterie politiche dei vari partiti.
Giuliano Ferrara si è autodefinito provocatoriamente tale. Anche politici al di fuori di Forza Italia,  comunque vicini alle posizioni di Silvio Berlusconi, sono stati indicati come berluscones. Fra questi Carlo Giovanardi e Maurizio Gasparri.